# New Japan Pro-Wrestling
New Japan Pro-Wrestling (NJPW) (japanisch 新日本プロレス shin nihon puroresu) oder verkürzt New Japan ist der Name eines japanischen Wrestlingveranstalters. Gegründet wurde die Promotion von Antonio Inoki im Jahr 1972.

## Geschichte
1972 wurde New Japan von Kanji „Antonio“ Inoki als Teil der National Wrestling Alliance gegründet. Bis 1989 stand eine direkte Konkurrenz mit der Promotion All Japan. New Japan zählt neben der Pro Wrestling NOAH zu den größten japanischen Wrestlingverbänden.
Seit 1999 wird die Promotion von Tatsumi Fujinami als Präsident und Masahiro Chono als Booker geleitet.
New Japan pflegt seit jeher regelmäßig Kontakte mit anderen Ländern. Darunter waren National Wrestling Alliance und World Championship Wrestling sowie diverse europäische und mexikanische Promotions. Aktuelle Partnerschaften bestehen vor allem mit Ring of Honor, Consejo de Mundial Lucha Libre und Revolution Pro Wrestling.

## Roster
| Ringname           | Bürgerlicher Name                 | Nation                 | Unit                           | Anmerkung                                                                 |
| ------------------ | --------------------------------- | ---------------------- | ------------------------------ | ------------------------------------------------------------------------- |
| Alex Coughlin      | unbekannt                         | Vereinigte Staaten     | Bullet Club                    |                                                                           |
| Alex Zayne         | Alex Zayne Brandenburg            | Vereinigte Staaten     |                                |                                                                           |
| Bad Dude Tito      | Tito Escondido                    | Vereinigte Staaten     | TMDK                           |                                                                           |
| Bad Luck Fale      | Fale Simitaitoko                  | Tonga                  | Bullet Club                    |                                                                           |
| Barrett Brown      | Barrett Brown                     | Vereinigte Staaten     | Stray Dog Army                 |                                                                           |
| Bateman            | Cody Croslin                      | Vereinigte Staaten     | Stray Dog Army                 | Cheftrainer des LA Dojo                                                   |
| Blake Christian    | Christian Hubble                  | Vereinigte Staaten     |                                |                                                                           |
| Boltin Oleg        | Oleg Ivorevich Boltin             | Kasachstan             |                                |                                                                           |
| Brody King         | Nathan Troy Blauvelt              | Vereinigte Staaten     | STRONG                         | Steht bei All Elite Wrestling unter Vertrag.                              |
| BUSHI              | Tetsuya Shimizu                   | Japan                  | Los Ingobernables de Japón     |                                                                           |
| Callum Newman      | unbekannt                         | Vereinigtes Königreich | United Empire                  |                                                                           |
| Chase Owens        | Steven Owens                      | Vereinigte Staaten     | Bullet Club                    |                                                                           |
| Chris Bey          | unbekannt                         | Vereinigte Staaten     | Bullet Club                    | Steht bei Total Nonstop Action Wrestling unter Vertrag.                   |
| Clark Connors      | Conner Deutsch                    | Vereinigte Staaten     | Bullet Club                    |                                                                           |
| Daniel Garcia      | Daniel Tunis-Garcia               | Vereinigte Staaten     | STRONG                         | Steht bei All Elite Wrestling unter Vertrag.                              |
| Danny Limelight    | Daniel Rivera                     | Vereinigte Staaten     | Team Filthy                    |                                                                           |
| David Finlay       | David Stephen Finlay III          | Nordirland             | Bullet Club                    |                                                                           |
| Dick Togo          | Shigeki Sato                      | Japan                  | Bullet Club                    |                                                                           |
| DOUKI              | Tatsuya Hayama                    | Japan                  | Just 5 Guys                    |                                                                           |
| Drilla Moloney     | Daniel Joseph Moloney             | Vereinigtes Königreich | Bullet Club                    |                                                                           |
| Eddie Kingston     | Edward Moore                      | Vereinigte Staaten     | STRONG                         | Steht bei All Elite Wrestling unter Vertrag.                              |
| El Desperado       | Kyosuke Mikami                    | Japan                  |                                |                                                                           |
| El Phantasmo       | Riley Vigier                      | Kanada                 | Guerillas of Destiny           |                                                                           |
| EVIL               | Takaaki Watanabe                  | Japan                  | Bullet Club                    |                                                                           |
| Francesco Akira    | Francesco Begini                  | Italien                | United Empire                  |                                                                           |
| Fred Rosser        | Frederick Douglas Rosser III      | Vereinigte Staaten     | STRONG                         |                                                                           |
| Gabe Kidd          | unbekannt                         | Vereinigtes Königreich | Bullet Club                    |                                                                           |
| Gedo               | Keiji Takayama                    | Japan                  | Bullet Club                    |                                                                           |
| Giulia             | Eimi Gloria Matsuda               | Japan                  | World Wonder Ring STARDOM      |                                                                           |
| Great-O-Khan       | Tomoyuki Oka                      | Japan                  | United Empire                  |                                                                           |
| HENARE             | Aaron Henry                       | Neuseeland             | United Empire                  |                                                                           |
| Hikuleo            | Tautuiaki Taula Koloamatangi      | Vereinigte Staaten     | Guerillas of Destiny           |                                                                           |
| Hiromu Takahashi   | Hiromu Takahashi                  | Japan                  | Los Ingobernables de Japón     |                                                                           |
| Hirooki Goto       | Hirooki Goto                      | Japan                  | CHAOS                          |                                                                           |
| Hiroshi Tanahashi  | Hiroshi Tanahashi                 | Japan                  |                                |                                                                           |
| Hiroyoshi Tenzan   | Hiroyoshi Yamamoto                | Japan                  |                                |                                                                           |
| Homicide           | Nelson Rodriquez Erazo            | Vereinigte Staaten     | STRONG                         |                                                                           |
| Jado               | Shoji Akiyoshi                    | Japan                  | Guerillas of Destiny           |                                                                           |
| Jeff Cobb          | Jeffrey Cobb                      | Vereinigte Staaten     | United Empire                  |                                                                           |
| Jon Moxley         | Jonathan Good                     | Vereinigte Staaten     |                                | Steht bei All Elite Wrestling unter Vertrag.                              |
| Jonathan Gresham   | Jonathan Gresham                  | Vereinigte Staaten     |                                | Steht bei Impact Wrestling unter Vertrag.                                 |
| Jorel Nelson       | Jorel Nelson                      | Vereinigte Staaten     | Team Filthy                    |                                                                           |
| J.R. Kratos        | unbekannt                         | Vereinigte Staaten     | Team Filthy                    |                                                                           |
| Katsuya Murishima  | Katsuya Murishima                 | Japan                  |                                |                                                                           |
| KENTA              | Kenta Kobayashi                   | Japan                  | Bullet Club                    |                                                                           |
| Kevin Knight       | Kevin Knight                      | Vereinigte Staaten     | LA Dojo                        |                                                                           |
| Kosei Fujita       | Kosei Fujita                      | Japan                  | TMDK                           |                                                                           |
| KUSHIDA            | Yujiro Kushida                    | Japan                  |                                |                                                                           |
| Lance Archer       | Lance Wait Hoyt                   | Vereinigte Staaten     |                                | Steht bei All Elite Wrestling unter Vertrag.                              |
| Master Wato        | Hirei Kawato                      | Japan                  |                                |                                                                           |
| Mayu Iwatani       | Mayu Iwatani                      | Japan                  | World Wonder Ring STARDOM      |                                                                           |
| Mercedes Moné      | Mercedes Justine Kaestner-Varnado | Vereinigte Staaten     |                                |                                                                           |
| Metalik            | unbekannt                         | Mexiko                 | Ring of Honor                  |                                                                           |
| Mikey Nicholls     | Michael Nicholls                  | Australien             | TMDK                           |                                                                           |
| Minoru Suzuki      | Minoru Suzuki                     | Japan                  |                                |                                                                           |
| Misterioso         | unbekannt                         | Vereinigte Staaten     | Stray Dog Army                 |                                                                           |
| Oskar Leube        | Oskar Münchow                     | Deutschland            |                                |                                                                           |
| Ren Narita         | unbekannt                         | Japan                  | Bullet Club                    |                                                                           |
| Robbie Eagles      | unbekannt                         | Australien             | TMDK                           |                                                                           |
| Rocky Romero       | John Rivera                       | Kuba                   | CHAOS                          |                                                                           |
| Royce Issacs       | Issac Hull                        | Vereinigte Staaten     | Team Filthy                    |                                                                           |
| Ryohei Oiwa        | Ryoheu Oiwa                       | Japan                  |                                |                                                                           |
| Ryusuke Taguchi    | Ryusuke Taguchi                   | Japan                  |                                |                                                                           |
| SANADA             | Kiyonari Sanada                   | Japan                  | Just 5 Guys                    |                                                                           |
| Satoshi Kojima     | Satoshi Kojima                    | Japan                  |                                |                                                                           |
| Shane Haste        | Shane Veryzer                     | Australien             | TMDK                           |                                                                           |
| Shingo Takagi      | Shingo Takagi                     | Japan                  | Los Ingobernables de Japón     |                                                                           |
| SHO                | Unbekannt                         | Japan                  | Bullet Club                    |                                                                           |
| Shoma Kato         | Shoma Kato                        | Japan                  |                                |                                                                           |
| Shota Umino        | Shota Ummo                        | Japan                  |                                |                                                                           |
| SW3RVE             | Isaiah Scott                      | Vereinigte Staaten     | STRONG                         |                                                                           |
| Taichi             | Taichiro Maki                     | Japan                  | Just 5 Guys                    |                                                                           |
| Taiji Ishimori     | Taiji Ishimori                    | Japan                  | Bullet Club                    |                                                                           |
| TAKA Michinoku     | Takao Yoshida                     | Japan                  | Just 5 Guys                    |                                                                           |
| Tetsuya Naito      | Tetsuya Naito                     | Japan                  | Los Ingobernables de Japón     |                                                                           |
| The DKC            | Dylan Barrales                    | Vereinigte Staaten     | LA Dojo                        |                                                                           |
| Tiger Mask         | verschiedene                      | Japan                  |                                | Das Gimmick des Tiger Mask wurde von verschiedenen Wrestlern dargestellt. |
| Titán              | unbekannt                         | Mexiko                 | Los Ingobernables des Japon    | Steht bei Consejo Mundial de Lucha Libre unter Vertrag.                   |
| TJP                | Theodore James Perkins            | Vereinigte Staaten     | United Empire                  |                                                                           |
| Togi Makabe        | Shinya Makabe                     | Japan                  | Great Bash Heel                |                                                                           |
| Tom Lawlor         | Thomas Joseph Lawlor              | Vereinigte Staaten     | Team Filthy                    |                                                                           |
| Tomoaki Honma      | Tomoaki Honma                     | Japan                  | Great Bash Heel                |                                                                           |
| Tomohiro Ishii     | Tomohiro Ishii                    | Japan                  | CHAOS                          |                                                                           |
| Toru Yano          | Toru Yano                         | Japan                  | CHAOS                          |                                                                           |
| Volador Jr.        | Ramón Ibarra Rivera               | Mexiko                 | Consejo Mundial de Lucha Libre |                                                                           |
| Wheeler Yuta       | Paul Gruber                       | Vereinigte Staaten     |                                | Steht bei All Elite Wrestling unter Vertrag.                              |
| Will Ospreay       | William Peter Charles Ospreay     | Vereinigtes Königreich | United Empire                  |                                                                           |
| YOH                | Yohei Komatsu                     | Japan                  | CHAOS                          |                                                                           |
| YOSHI-HASHI        | Nobuo Yoshihashi                  | Japan                  | CHAOS                          |                                                                           |
| Yoshinobu Kanemaru | Yoshinobu Kanemaru                | Japan                  | Bullet Club                    |                                                                           |
| Yota Tsuji         | unbekannt                         | Japan                  | Los Ingobernables de Japon     |                                                                           |
| Yuji Nagata        | Yuji Nagata                       | Japan                  | Blue Justice Army              |                                                                           |
| Yujiro Takahashi   | Yujiro Takahashi                  | Japan                  | Bullet Club                    |                                                                           |
| Yuto Nakashima     | Yuto Nakashima                    | Japan                  |                                |                                                                           |
| Yuya Uemura        | Yuya Uemura                       | Japan                  | Just Five Guys                 |                                                                           |
| Zack Sabre Jr.     | Lucas Eatwell                     | Vereinigtes Königreich | TMDK                           |                                                                           |

## Aktuelle Titelträger
| Titel                                         | Titelträger | Titelträger                                          | Nr. | Tage              | Datum | Ort                        | Anmerkung |
| --------------------------------------------- | ----------- | ---------------------------------------------------- | --- | ----------------- | ----- | -------------------------- | --- |
| IWGP World Heavyweight Championship           |             | Zack Sabre Jr.                                       | 1   | 14. Oktober 2024  | 212+  | Tokyo, Japan               | Besiegte Tetsuya Naito bei King of Pro-Wrestling. |
| IWGP Women’s Championship                     |             | Mayu Iwatani                                         | 1   | 23. April 2023    | 783+  | Yokohama, Japan            | Besiegte Mercedes Moné bei STARDOM All Star Grand Queendom. |
| IWGP Global Heavyweight Championship          |             | Yota Tsuji                                           | 1   | 4. Januar 2025    | 161+  | Tokyo, Japan               | Besiegte David Finlay bei Wrestle Kingdom 19. |
| IWGP Junior Heavyweight Championship          |             | El Desperado                                         | 5   | 4. Januar 2025    | 161+  | Tokio, Japan               | Besiegte Douki at Wrestle Kingdom 19. |
| NEVER Openweight Championship                 |             | Konosuke Takeshita                                   | 1   | 4. Januar 2025    | 161+  | Tokyo, Japan               | Besiegte Shingo Takagi in ein Winner-Takes-All-Match bei Wrestle Kingdom 19. |
| STRONG Openweight Championship                |             | Gabe Kidd                                            | 1   | 11. Mai 2024      | 399+  | Ontario, Kalifornien       | Besiegte Eddie Kingston bei Resurgence in einem No-Ropes-Last Man-Standing-Match. |
| STRONG Women’s Championship                   |             | Mercedes Moné                                        | 1   | 30. Juni 2024     | 349+  | Long Island, New York, USA | Besiegte Stephanie Vaquer bei Forbidden Door. In diesem Match ging es auch um die AEW TBS Championship. |
| NJPW World Television Championship            |             | El Phantasmo                                         | 1   | 4. Januar 2025    | 161+  | Tokyo, Japan               | Besiegte Ren Narita, Jeff Cobb, and Ryohei Oiwa in einem Four-Way-Match bei Wrestle Kingdom 19. |
| IWGP Tag Team Championship                    |             | Matthew Jackson und Nick Jackson                     | 2   | 5. Januar 2025    | 160+  | Tokyo, Japan               | Besiegten Great-O-Khan und Jeff Cobb, Tetsuya Naito und Hiromu Takahashi in einem Three-Way-Tag-Team-Match um die vakanten Titel zu gewinnen bei Wrestle Dynasty. Treten zusammen als The Young Bucks auf.    |
| IWGP Junior Heavyweight Tag Team Championship |             | Robbie Eagles (2) und Kosei Fujita                   | 1   | 4. Januar 2025    | 161+  | Tokio, Japan               | Besiegten Kevin Knight und Kushida, TJP und Francesco Akira, Clark Connors und Drilla Moloney in einem Four-Way-Tokyo-Terror-Ladder-Match bei Wrestle Kingdom 19. Treten zusammen als Ichiban Sweet Boys auf. |
| STRONG Openweight Tag Team Championship       |             | Royce Isaacs und Jorel Nelson                        | 1   | 15. Dezember 2024 | 181+  | Long Beach, Kalifornien    | Besiegten James Drake and Zack Gibson bei Strong Style Evolved. Treten zusammen als West Coast Wrecking Crew auf.                                                                                             |
| NEVER Openweight 6-Man Tag Team Championship  |             | Hiroshi Tanahashi (6), Toru Yano (6) und Oleg Boltin | 2   | 16. Juni 2024     | 363+  | Sapporo, Japan             | Besiegten BUSHI, Hiromu Takahashi und Yota Tsuji bei New Japan Soul Day 1. |

 Eingestellte Titel
- 1970–2004: NWF Heavyweight Championship
- 1976–1981: Asia Heavyweight Championship
- 1976–1981: Asia Tag Team Championship
- 1978–1985: WWF Junior Heavyweight Championship[1] mit der WWF
- 1978–1989: WWF World Martial Arts Heavyweight Championship[2] mit der WWF
- 1979–1981: WWF North American Heavyweight Championship mit der WWF
- 1982–1985: WWF International Heavyweight Championship[3] mit der WWF
- 1985: WWF International Tag Team Championship mit der WWF
- 1987–2021: IWGP Heavyweight Championship
- 1990–1992: Greatest 18 Club Championship
- 1996–1997: J-Crown Octuple Unified Championship
- 2003–2006: IWGP U-30 Openweight Championship
- 2007–2008: IWGP Third Belt Championship
- 2011–2021: IWGP Intercontinental Championship
- 2017–2023: IWGP United States Heavyweight Championship
- 2020–2025: KOPW

## Auszeichnungen
| Titel                           | Gewinner                              | Datum              | Art                         |
| ------------------------------- | ------------------------------------- | ------------------ | --------------------------- |
| G1 Climax                       | Zack Sabre Jr.                        | 18. August 2024    | Heavyweight                 |
| New Japan Cup                   | Yota Tsuji                            | 20. März 2024      | Openweight                  |
| New Japan Cup USA               | Tom Lawlor                            | 23. April 2021     | Openweight                  |
| World Tag League                | Bishamon (Hirooki Goto & YOSHI-HASHI) | 10. Dezember 2023  | Tag Team                    |
| Best of the Super Juniors       | El Desperado                          | 9. Juni 2024       | Junior Heavyweight          |
| Super J-Cup                     | El Phantasmo                          | 12. Dezember 2020  | Junior Heavyweight          |
| Super Jr. Tag League            | Catch 2/2 (Francesco Akira & TJP)     | 4. November 2023   | Junior Heavyweight Tag Team |
| Young Lions Cup                 | Karl Fredericks                       | 22. September 2019 | Openweight                  |
| NJPW King of Pro-Wrestling 2023 | Taichi                                | 31. Dezember 2023  | Openweight                  |